# Hockeyallsvenskan
De Hockeyallsvenskan is de naam van de op een na hoogste IJshockeydivisie in Zweden. Er is geen automatische promotie naar de SHL; eventuele promotie moet worden afgedwongen via playoffs tegen de laatst geëindigde teams uit de SHL. Er is ook geen automatische degradatie naar de Hockeyettan; ook hier vinden playoffs plaats tegen de hoogst geëindigde teams uit die competitie.  